# Weißkeißel
Weißkeißel (hornolužickosrbsky Wuskidź) je obec v Horní Lužici v německé spolkové zemi Sasko. Nachází se v severní části zemského okresu Zhořelec poblíž německo-polské státní hranice a má přibližně 1 200 obyvatel. Jižně od obce se nachází vojenský výcvikový prostor Oberlausitz (česky Horní Lužice), který je se svými 160 km² čtvrtým největším vojenským územím německé armády.

## Historie
Obec Weißkeißel je poprvé zmíněna v listině ze dne 21. září 1452, kterou Václav z Biberštejnu (Wenzel von Bieberstein) udělil městská práva nedalekému Mužakovu (Muskau). Obec byla zcela zničena za třicetileté války v roce 1631 císařským vojskem.